# Дискография Lil Tjay
Дискография американского рэпера и певца Lil Tjay состоит из двух студийных альбомов, трёх мини-альбомов и двадцати четырёх синглов (включая девяти в качестве приглашённого исполнителя).

## Студийные альбомы
| Название       | Детали                                                                                     | Высшая позиция в чартах | Высшая позиция в чартах | Высшая позиция в чартах | Высшая позиция в чартах | Высшая позиция в чартах | Высшая позиция в чартах | Высшая позиция в чартах | Сертификации                                       |
| Название       | Детали                                                                                     | US                      | AUS                     | BEL (FL)                | CAN                     | IRE                     | NLD                     | UK                      | Сертификации                                       |
| -------------- | ------------------------------------------------------------------------------------------ | ----------------------- | ----------------------- | ----------------------- | ----------------------- | ----------------------- | ----------------------- | ----------------------- | -------------------------------------------------- |
| True 2 Myself  | - Выпущен: 11 октября 2019 - Лейбл: Columbia Records - Формат: Цифровая загрузка, стриминг | 5                       | 59                      | 180                     | 2                       | 57                      | 40                      | 22                      | - RIAA: платиновый - BPI: серебряный - MC: золотой |
| Destined 2 Win | - Выпущен: 2 апреля 2021 - Лейбл: Columbia Records - Формат: ЦД, стриминг                  | 5                       | 9                       | 19                      | 2                       | 14                      | 6                       | 7                       |                                                    |
| 222            | - Выпущен: 14 июля 2023 - Лейбл: Columbia Records - Формат: Цифровая загрузка, стриминг    | 24                      | 41                      | 47                      | 15                      | 38                      | 35                      | 26                      |                                                    |

## Мини-альбомы
| Название                                                                                 | Детали                                                                                    | Высшая позиция в чартах | Высшая позиция в чартах | Высшая позиция в чартах |
| Название                                                                                 | Детали                                                                                    | US                      | CAN                     | UK                      |
| ---------------------------------------------------------------------------------------- | ----------------------------------------------------------------------------------------- | ----------------------- | ----------------------- | ----------------------- |
| No Comparison                                                                            | - Выпущен: 24 декабря 2018 - Лейбл: Columbia Records - Формат: Стриминг                   | —                       | —                       | —                       |
| F.N                                                                                      | - Выпущен: 9 августа 2019 - Лейбл: Columbia Records - Формат: Цифровая загрузка, стриминг | 38                      | 35                      | 80                      |
| State of Emergency                                                                       | - Выпущен: 8 мая 2020 - Лейбл: Columbia Records - Формат: Цифровая загрузка, стриминг     | 31                      | 19                      | 60                      |
| Farewell                                                                                 | - Выпущен: 6 декабря 2024 - Лейбл: Columbia Records - Формат: Цифровая загрузка, стриминг | —                       | —                       | —                       |
| «—» обозначает запись, которая не попала в чарт или не была выпущена на этой территории. |                                                                                           |                         |                         |                         |

## Синглы

### В качестве ведущего исполнителя
| Название                                                                                 | Год  | Высшая позиция в чартах | Высшая позиция в чартах | Высшая позиция в чартах | Высшая позиция в чартах | Сертификации                                           | Альбом              |
| Название                                                                                 | Год  | US                      | US R&B/HH               | CAN                     | NZ Hot                  | Сертификации                                           | Альбом              |
| ---------------------------------------------------------------------------------------- | ---- | ----------------------- | ----------------------- | ----------------------- | ----------------------- | ------------------------------------------------------ | ------------------- |
| «Leaked»                                                                                 | 2018 | —                       | —                       | 97                      | —                       | - RIAA: платиновый - MC: золотой                       | F.N & True 2 Myself |
| «Brothers»                                                                               | 2018 | —                       | —                       | 99                      | —                       | - RIAA: платиновый - MC: платиновый                    | F.N & True 2 Myself |
| «Long Time»                                                                              | 2018 | —                       | —                       | —                       | —                       |                                                        | Внеальбомный сингл  |
| «Goat»                                                                                   | 2018 | —                       | —                       | —                       | —                       | - RIAA: золотой - MC: золотой                          | F.N & True 2 Myself |
| «Resume»                                                                                 | 2018 | —                       | —                       | —                       | —                       |                                                        | Non-album singles   |
| «Ride for You»                                                                           | 2018 | —                       | —                       | —                       | —                       |                                                        | Non-album singles   |
| «None of Your Love»                                                                      | 2018 | —                       | —                       | —                       | —                       |                                                        | Non-album singles   |
| «Pa$to»                                                                                  | 2019 | —                       | —                       | —                       | —                       |                                                        | No Comparison       |
| «Ruthless» (при участии Jay Critch)                                                      | 2019 | —                       | —                       | —                       | —                       | - RIAA: золотой - MC: золотой                          | F.N & True 2 Myself |
| «Laneswitch»                                                                             | 2019 | —                       | —                       | —                       | —                       | - RIAA: золотой                                        | F.N & True 2 Myself |
| «Hold On»                                                                                | 2019 | —                       | —                       | 75                      | —                       | - RIAA: золотой - MC: золотой                          | True 2 Myself       |
| «Go In»                                                                                  | 2019 | —                       | —                       | 85                      | —                       |                                                        | Внеальбомные синглы |
| «20/20»                                                                                  | 2020 | 94                      | 44                      | 64                      | 24                      |                                                        | Внеальбомные синглы |
| «First Place» (совместно с Polo G)                                                       | 2020 | —                       | —                       | —                       | —                       |                                                        | Внеальбомные синглы |
| «Ice Cold»                                                                               | 2020 | —                       | —                       | —                       | —                       |                                                        | State of Emergency  |
| «Losses»                                                                                 | 2020 | —                       | 45                      | 74                      | —                       |                                                        | Destined 2 Win      |
| «Move On»                                                                                | 2020 | —                       | —                       | 77                      | —                       |                                                        | Destined 2 Win      |
| «None of Your Love»                                                                      | 2020 | —                       | —                       | —                       | —                       |                                                        | Destined 2 Win      |
| «Calling My Phone» (совместно с 6lack)                                                   | 2021 | 3                       | 1                       | 1                       | 2                       | - RIAA: 2 × платиновый - BPI: серебряный - MC: золотой | Destined 2 Win      |
| «Headshot» (совместно с Polo G и Fivio Foreign)                                          | 2021 | 42                      | 21                      | 16                      | —                       | - RIAA: золотой                                        | Destined 2 Win      |
| «Born 2 Be Great»                                                                        | 2021 | —                       | —                       | —                       | —                       |                                                        | Destined 2 Win      |
| «—» обозначает запись, которая не попала в чарт или не была выпущена на этой территории. |      |                         |                         |                         |                         |                                                        |                     |

### В качестве приглашённого исполнителя
| Название                                                                                 | Год  | Высшая позиция в чартах | Высшая позиция в чартах | Высшая позиция в чартах | Высшая позиция в чартах | Высшая позиция в чартах | Высшая позиция в чартах | Высшая позиция в чартах | Сертификации                                                                                  | Альбом                                |
| Название                                                                                 | Год  | US                      | AUS                     | CAN                     | DEN                     | NZ Hot                  | SWE                     | UK                      | Сертификации                                                                                  | Альбом                                |
| ---------------------------------------------------------------------------------------- | ---- | ----------------------- | ----------------------- | ----------------------- | ----------------------- | ----------------------- | ----------------------- | ----------------------- | --------------------------------------------------------------------------------------------- | ------------------------------------- |
| «Pop Out» (Polo G при участии Lil Tjay)                                                  | 2019 | 11                      | 82                      | 12                      | 36                      | —                       | 87                      | 41                      | - RIAA: 4 × платиновый - MC: 3 × платиновый                                                   | Die a Legend                          |
| «Like This» (Sky Katz при участии Lil Tjay)                                              | 2019 | —                       | —                       | —                       | —                       | —                       | —                       | —                       |                                                                                               | Внеальбомные синглы                   |
| «Your Love» (Drama Relax при участии Tory Lanez и Lil Tjay)                              | 2019 | —                       | —                       | —                       | —                       | —                       | —                       | —                       |                                                                                               | Внеальбомные синглы                   |
| «Slide» (French Montana при участии Blueface и Lil Tjay)                                 | 2019 | 90                      | —                       | 54                      | —                       | 13                      | —                       | 81                      | - RIAA: золотой - MC: золотой                                                                 | Montana                               |
| «Pray for Me» (Izay при участии Lil Tjay)                                                | 2019 | —                       | —                       | —                       | —                       | —                       | —                       | —                       |                                                                                               | Внеальбомные синглы                   |
| «Lying» (PrettyMuch при участии Lil Tjay)                                                | 2019 | —                       | —                       | —                       | —                       | 19                      | —                       | —                       |                                                                                               | Внеальбомные синглы                   |
| «War» (Pop Smoke featuring Lil Tjay)                                                     | 2019 | —                       | —                       | 100                     | —                       | —                       | —                       | —                       |                                                                                               | Meet the Woo 2                        |
| «All Star» (Lil Tecca при участии Lil Tjay)                                              | 2020 | —                       | —                       | —                       | —                       | 39                      | —                       | —                       |                                                                                               | Внеальбомные синглы                   |
| «Only The Team» (Rvssian при участии Lil Tjay и Lil Mosey)                               | 2020 | —                       | —                       | —                       | —                       | —                       | —                       | —                       |                                                                                               | Внеальбомные синглы                   |
| «Fade Away» (The Kid Laroi при участии Lil Tjay)                                         | 2020 | —                       | —                       | —                       | —                       | 5                       | —                       | —                       |                                                                                               | Внеальбомные синглы                   |
| «Mood Swings» (Pop Smoke при участии Lil Tjay)                                           | 2020 | 17                      | 5                       | 14                      | —                       | 4                       | 11                      | 5                       | - RIAA: 2 × платиновый - ARIA: 2 × платиновый - BPI: серебряный - MC: золотой - RMNZ: золотой | Shoot for the Stars, Aim for the Moon |
| «—» обозначает запись, которая не попала в чарт или не была выпущена на этой территории. |      |                         |                         |                         |                         |                         |                         |                         |                                                                                               |                                       |

## Другие песни с чартов
| Название                                                                                 | Год  | Высшая позиция в чартах | Высшая позиция в чартах | Высшая позиция в чартах | Высшая позиция в чартах | Сертификации                            | Альбом              |
| Название                                                                                 | Год  | US                      | CAN                     | IRE                     | UK                      | Сертификации                            | Альбом              |
| ---------------------------------------------------------------------------------------- | ---- | ----------------------- | ----------------------- | ----------------------- | ----------------------- | --------------------------------------- | ------------------- |
| «F.N»                                                                                    | 2019 | 56                      | 39                      | 73                      | 69                      | - RIAA: платиновый - MC: 2 × платиновый | F.N & True 2 Myself |
| «One Take»                                                                               | 2019 | —                       | 81                      | —                       | —                       | - RIAA: золотой                         | True 2 Myself       |
| «Zoo York» (совместно с Fivio Foreign и Pop Smoke)                                       | 2020 | 65                      | 38                      | 91                      | 65                      |                                         | State of Emergency  |
| «—» обозначает запись, которая не попала в чарт или не была выпущена на этой территории. |      |                         |                         |                         |                         |                                         |                     |

## Гостевое участие
| Название           | Год  | Другие артисты    | Альбом                |
| ------------------ | ---- | ----------------- | --------------------- |
| «Street»           | 2018 | Fatboy SSE        | Boobie from the Block |
| «From Nothing»     | 2019 | Jay Guawpo, Don Q | From Nothing Pt. 1    |
| «Touch the Stars»  | 2019 | Yung Bans         | Misunderstood         |
| «In the Middle»    | 2019 | Yung Bleu         | Investments 6         |
| «Depend on Me»     | 2020 | Rich the Kid      | Boss Man              |
| «Accidents Happen» | 2020 | Tory Lanez        | The New Toronto 3     |

## Комментарии
1. ↑  «Leaked» не вошёл в чарт Billboard Hot 100, но достиг высшей позиции под номером 19 в чарте Bubbling Under Hot 100.
2. ↑  «Brothers» не вошёл в чарт Billboard Hot 100, но достиг высшей позиции под номером 14 в чарте Bubbling Under Hot 100.
3. ↑  «Brothers» не вошёл в чарт Hot R&B/Hip-Hop Songs, но достиг высшей позиции под номером 19 в чарте Bubbling Under R&B/Hip-Hop Singles.[25]
4. ↑  «Hold On» не вошёл в чарт Billboard Hot 100, но достиг высшей позиции под номером семь в чарте Bubbling Under Hot 100.
5. ↑  «Hold On» не вошёл в чарт Hot R&B/Hip-Hop Songs, но достиг высшей позиции под номером три в чарте Bubbling Under R&B/Hip-Hop Singles chart[25].
6. ↑  "Go In" не вошёл в чарт Billboard Hot 100, но достиг высшей позиции под номером девять в чарте Bubbling Under Hot 100.
7. ↑  "Losses" не вошёл в чарт Billboard Hot 100, но достиг высшей позиции под номером шесть в чарте Bubbling Under Hot 100.[40]
8. ↑  "Losses" не вошёл в чарт NZ Top 40 Singles Chart, но достиг высшей позиции под номером двадцать в чарте NZ Hot Singles Chart.[41]
9. ↑  "Move On" не вошёл в чарт Billboard Hot 100, но достиг высшей позиции под номером 25 в чарте Bubbling Under Hot 100.[40]
10. ↑  "Move On" не вошёл в чарт NZ Top 40 Singles Chart, но достиг высшей позиции под номером девятнадцать в чарте NZ Hot Singles Chart.[43]
11. ↑  "None of Your Love" не вошёл в чарт NZ Top 40 Singles Chart, но достиг высшей позиции под номером 29 в чарте NZ Hot Singles Chart.[45]
12. ↑  "Headshot" не вошёл в чарт NZ Top 40 Singles Chart, но достиг высшей позиции под номером семь в чарте NZ Hot Singles Chart.[47]
13. ↑  "Born 2 Be Great" не вошёл в чарт Billboard Hot 100, но достиг высшей позиции под номером восемь в чарте Bubbling Under Hot 100.[40]
14. ↑  "Born 2 Be Great" не вошёл в чарт NZ Top 40 Singles Chart, но достиг высшей позиции под номером 35 в чарте NZ Hot Singles Chart.[49]
15. ↑  "All Star" не вошёл в чарт Billboard Hot 100, но достиг высшей позиции под номером 18 в чарте the Bubbling Under Hot 100.
16. ↑  «One Take» не вошёл в чарт Billboard Hot 100, но достиг высшей позиции под номером 12 в чарте Bubbling Under Hot 100.